# 蘇羅維金防線
蘇羅維金防線（羅馬化：linii Surovikina）是俄羅斯大將謝爾蓋·蘇羅維金在2022年俄羅斯入侵烏克蘭時期所設下的橫跨烏克蘭南部的三道防線之總稱，它是由战壕、雷场、铁丝网和射击阵地组成的庞大防御网络。蘇羅維金防線是導致烏克蘭武裝部隊在2023年烏克蘭反攻中進展緩慢的原因之一。《富比士》形容蘇羅維金防線是世界上最令人畏懼的軍事防禦工事之一。

## 歷史
2022年11月底，俄羅斯媒體出現了有關所謂「蘇羅維金防線」的信息。自烏軍解放赫爾松後，俄軍撤退到第聶伯河左岸。蘇羅維金從在2022年10月至2023年1月擔任侵烏俄軍總司令期間下令建立防禦工事，在工事初期，俄軍已經將防禦工事稱呼為「蘇羅維金防線」。據報導指，防禦工事目的是保護仍被俄羅斯佔領的赫爾松和克里米亞部分地區。與此同時，根據公開情報表明，距離前線60公里，大量的防禦工事正在修建中。而瓦格納集團首腦葉夫根尼·普里戈任也早在2022年9月開始在烏克蘭東部建立瓦格納防線，與蘇羅維金的防禦工事互相呼應。
蘇羅維金防線成功將反攻的烏軍牽制數月，導致烏軍不能如哈爾科夫反攻般達成迅速向亞速海推進的戰略目標。而烏軍的傷亡人數不斷增加，但前線顯然停滯不前，引起提供武器和訓練的西方國家部份人士不滿和批評。
儘管如此，烏軍於經過數週艱苦的排雷工作，於2023年8月底在扎波羅熱州韋爾博韋附近清理出一條進攻路線，由烏克蘭第82空中突擊旅及烏克蘭第46空中機動旅突破第一道防線。而美國白宮國家安全委員會發言人約翰·柯比在2023年9月2日表示，烏軍在對抗第二道防線取得進展。
在蘇羅維金被解職後，由亞歷山大·羅曼丘克上將接手經營防線。

## 結構
蘇羅維金防線延綿120公里，儘管俄羅斯軍方從未透露防線的具體細節，但根據傳媒的分析，該防線由複雜的多層網絡組成，包括步兵戰壕、殺傷人員和反坦克雷場、反坦克龍齒，以及高架土質護堤保護軍事裝備。防線穿越扎波羅熱州和赫爾松州直抵黑海沿岸。
三道防線由戰壕組成，而其防禦設施組合比例各有不同，例如第一道防線以雷區為主，第二道防線則以龍齒為主。而在卡霍夫卡和新卡霍夫卡市中心等難以挖掘戰壕的地方，則放置混凝土掩體。除了三道實體防線之外，還有一道作為後勤樞紐的「第四道防線」，可能是指克里米亞地峽附近的運輸路線。
第一道防線具有兩層防護，第一層包括戰壕、防空洞系統，以及地下隧道，俄軍第58集團軍、第76近衛空中突擊師和其他野戰軍駐守其中。第二層為雷區，據《BBC》估計，第一道防線每平方公里藏有4.5萬個地雷，足以延緩烏軍推進的速度。同時，雷區也束縛了防守的俄軍，使其失去從側翼發動反擊的機會。
第二道防線主要由龍齒等物理障礙物組成，雷區相應較少，並且其是分散而不是單一相連的防線。根據獨立智庫戰爭研究所的評估，對於第一道防線，第二道防線相對較弱。儘管《NBC新聞》報導指第三道防線是蘇羅維金防線中最固若金湯的防線，但烏克蘭準將亞歷山大·塔爾納夫斯基表示，俄軍投入了較多的時間和資源來建設第一道防線，而第二道和第三道防線的投入相對較少，因為俄軍沒有預料到烏軍會通過第一道防線。
在亞歷山大·羅曼丘克上將接手經營防線後，俄軍使用新戰術，利用工程遠端採礦系統在已經被烏克蘭排雷隊清理過的區域快速佈下大量地雷。其還在戰壕中設置陷阱，讓烏軍在進攻時遇到致命傷害。

## 影响
2023年大反攻失败之后，在俄罗斯军队可能发动进攻的背景下，乌克兰开始建设自己的“苏罗维金防线” 。

## 評論
前頓涅茨克人民共和國國防部長伊戈爾·斯特列爾科夫對俄軍選擇持久陣地戰戰略和建立「蘇羅維金防線」持負面評價。他稱防線為「法貝熱防線」，表示由於修建成本極高，在軍隊「靠慣性」作戰、不了解長期規劃的情況下，防線幾乎沒有什麼用處。此外，只有部署約3.6萬名士兵時，防線才會有效。
黎巴嫩大學教授，退役將領阿明·霍泰特（Amin Hoteit）表示：「這條防線採用了前所未有的創新方法，完全不同於歷史上的防線，它依賴連續而不規則的設計，完美應對攻擊和對抗，這種依賴最多兩三道防線的方法在防線學中也是異乎尋常的。……這條防線同時建造了固定、靈活和機動的防禦工事，不僅局限於已知要塞區域，還以火力、支援和深度運動等方式保持靈活性，實現敵人深處的收穫，而不僅僅在前線和直接對抗中取得成功。」

## 另見
- 瓦格納防線
- 斯瓦托韋-克雷明納防線戰役（英语：Battle of the Svatove–Kreminna line）